# 2S25 Sprut-SD
Il 2S25 Sprut-SD (in cirillico: 2С25 Спрут-СД?) è un carro armato leggero anfibio di fabbricazione russa, sviluppato e prodotto dalla Volgograd Tractor Plant (VgTZ) per soddisfare i requisiti delle truppe aviotrasportate della Federazione Russa, in cui presta servizio attivo dal 2005.
Progettato per sopperire al ruolo di cacciacarri, è basato sullo scafo del BMD-3 e per il suo peso contenuto è stato selezionato tanto dalle truppe aviotrasportate che da quelle da sbarco. Negli anni 2010 è stata approntata una versione aggiornata, basata però sul BMD-4, denominata Sprut-SDM1 oggi (2020) in fase avanzata di test e con entrata in servizio prevista per il 2023.
Al 2021, sul mercato internazionale solo l'esercito indiano ha espresso interesse per l'acquisizione dello Sprut.

## Caratteristiche
La torretta da 30 mm e il piccolo vano trasporto truppe sono stati sostituiti con un cannone a canna liscia da 125 mm, derivato da quello dei carri armati medi standard; come questi ha un sistema di mira sofisticato e un alimentatore automatico. Questo ha una capacità di 40 colpi, come sul BMP-1 (con cannone da 73 mm) e molto di più che quella dei carri armati medi, ma è possibile che si tratti della riserva di munizioni complessiva, oltre a quelli sistemati sul caricatore meccanico. La cadenza di tiro è accettabile, 7 colpi/minuti e l'equipaggio in torretta è ridotto a 2 persone, fornite di sistemi di puntamento diurni-notturni e stabilizzazione della mira. Come arma secondaria, il veicolo è stato dotato di una mitragliatrice coassiale PK da 7,62 mm fornita di 2000 colpi.
La differenza con i carri medi è il peso, che qui è di appena 18 t in assetto di combattimento, meno della metà di un carro armato. Sebbene questo influisca sulla protezione consente ad un motore diesel da 510 hp di spingere il mezzo a 71 km/h, mentre le caratteristiche anfibie senza preparazione sono conservate. Inoltre il mezzo è aviotrasportabile, appeso sotto un Mil Mi-26, oppure lanciabile con paracadute che viene associato non più ai retrorazzi, ma ad un sistema "a pallone" gonfiabile sotto lo scafo per attutire l'urto.
Con queste caratteristiche il semovente 2S25 si va ad aggiungere ad una serie di carri leggeri che hanno una potenza di fuoco (grazie a sistemi di assorbimento del rinculo migliorati e con corsa maggiore) paragonabile a quella di un carro, sebbene la protezione non lo sia; la bassa sagoma e l'elevata mobilità sono quelle che fanno la differenza in termini di sopravvivenza. Altri veicoli della categoria sono l'M-8, lo Stingray, il CV-90 (probabilmente il più vicino concettualmente, derivato da un mezzo da fanteria) con cannone da 120 mm. I veicoli ruotati includono la Centauro, il Rooikat e altri veicoli equipaggiati di cannoni a media o alta pressione.
La differenza, in ogni caso, esiste ed è costituita dalla mobilità, con la capacità anfibia senza preparazione e l'aviotrasportabilità. Ove immesso in servizio l'2S25, malgrado la vulnerabilità ai sistemi d'arma nemici, potrebbe essere un sostituto potente rispetto ai semoventi missilistici che hanno in genere missili assai meno potenti e veloci delle munizioni di un cannone ad alta pressione come quello dei carri armati.

## Versioni
- 2S25 Sprut-SD: versione standard
- 2S25M Sprut-SDM1: versione con torretta automatizzata e nuova elettronica di bordo. In servizio entro il 2023.

## Utilizzatori
Russia
- Truppe aviotrasportate